# Crissy Rock
Crissy Rock (ur. w 1958 roku w Liverpoolu) – brytyjska aktorka, laureatka Srebrnego Niedźwiedzia dla najlepszej aktorki podczas Festiwalu Filmowego w Berlinie za rolę w filmie Biedroneczko, biedroneczko.
Crissy jest również komikiem, co wieczór ma swój autorski program w kabarecie w Benidorm, który znajduje się poniżej Hotelu Presidente.

## Filmografia
Filmy fabularne
- 2009: A Boy Called Dad jako Chip Shop Woman
- 2008: The Commander: Abduction jako Adele Davis
- 2008: Act of Grace jako Matka Dezzie
- 2003: Run Piglet Run jako Janet
- 2001: Hero jako Mama
- 1999: Dockers jako Jean Walton
- 1999: Butterfly Collectors jako Maureen
- 1997: Naga dusza (Under the Skin) jako Prezenterka
- 1996: Brazen Hussies jako Sandra Delaney
- 1994: Biedroneczko, biedroneczko (Ladybird Ladybird) jako Maggie Conlan

Seriale telewizyjne
- 2007-2009: Benidorm jako Janey York
- 2007: Trial & Retribution jako Sylvia Ryan
- 2002: Nice Guy Eddie jako Madame Flo
- 2001: Brookside jako Amber
- 2000: Clocking Off jako Newsagent
- 1997: Born to Run jako Edna
- 1996: Dalziel and Pascoe jako Annie Greave
- 1996: Springhill jako Anita Cartlege
- 1995-2000: Peak Practice jako Marion Daley

## Nagrody
- Nagroda na MFF w Berlinie Najlepsza aktorka: 1994 Biedroneczko, biedroneczko